# Gregory Francis Thompson
Pour les articles homonymes, voir Gregory Thompson et Thompson.
Gregory Francis Thompson (né le 28 mars 1947 à Saint-Stephen (Nouveau-Brunswick) et mort le 10 septembre 2019 à Rexton (Nouveau-Brunswick)) est un homme politique canadien.

## Biographie
Greg Thompson a été député à la Chambre des communes du Canada pour la circonscription néo-brunswickoise de Nouveau-Brunswick-Sud-Ouest sous la bannière du Parti conservateur du Canada. Le 6 février 2006, il est nommé ministre des Anciens combattants au sein du conseil des ministres de Stephen Harper. Durant son passage au ministère, il contribue avec la secrétaire parlementaire Betty Hinton à l'adoption de la Déclaration des droits des anciens combattants et la création d'un ombudsman pour les anciens combattants en avril 2007.
Le 16 janvier 2010, il annonce sa démission du Cabinet. Il a aussi annoncé qu'il ne se présentera pas candidat à l'élection qui a eu lieu le 2 mai 2011.